# Заречное (Еврейская автономная область)
Заре́чное — село в Облученском районе Еврейской автономной области. Входит в Пашковское сельское поселение.

## География
Село Заречное стоит на правом берегу реки Хинган.
Дорога к селу Заречное идёт от автодороги Облучье — Пашково по мосту через реку Хинган.
Расстояние до районного центра города Облучье — около 28 км (вверх по течению реки Хинган), расстояние до Пашково — около 12 км (вниз по течению реки Хинган).

## История
Основано в 1937 году. Первые 15 семей прибыли были из Волгоградской области. До этого здесь были заключенные, они строили дома, готовили лес, действовало подсобное хозяйство — артель «Искра». В том же году местному колхоза и вновь образованному населённому пункту было присвоено название Сталиндорф. В последующие годы приезжали переселенцы из Волгоградской, Курской и Житомирской областей. В 1953 году колхоз Сталиндорф был переименован в колхоз имени 20 партсъезда. В 1962 году село Сталиндорф переименовано в село Заречное. В 1968 году сёла Заречное, Радде, Башурово, Пашково объединили в совхоз «Пашковский».
С 40-х годов XX века до 2007 года входило в состав Архаринского района Амурской области.

## Население
| 1992 | 2002 | 2010 |
| ---- | ---- | ---- |
| 293  | ↘213 | ↘144 |